# Jasiniec
Jasiniec (do 1945 niem. Johanneshof) – wieś w Polsce położona w województwie lubuskim, w powiecie gorzowskim, w gminie Bogdaniec. Według danych z 2012 r. liczyła 76 mieszkańców. Miejscowość została założona w 1773 r. w ramach kolonizacji fryderycjańskiej – zagospodarowania tzw. łęgów warciańskich. Od 1945 r. leży w granicach Polski.
W latach 1975–1998 miejscowość należała administracyjnie do województwa gorzowskiego.

## Położenie
Zgodnie z podziałem fizycznogeograficznym Polski według Kondrackiego teren, na którym położony jest Jasiniec należy do prowincji Niziny Środkowoeuropejskiej, podprowincji Pojezierza Południowobałtyckiego, makroregionu Pradolina Toruńsko-Eberswaldzka oraz w końcowej klasyfikacji do mezoregionu Kotlina Gorzowska.
Miejscowość położona jest 9 km na południowy zachód od Gorzowa Wielkopolskiego.

## Demografia
Ludność w ostatnich 3 stuleciach:

## Historia
- 1773 - założenie kolonii Johannishof (Jasiniec; 400 mórg) oraz Friedrichsthal (Głożyna[11]; 500 mórg) na Błotach Wieprzyckich przez urząd kamery w Gorzowie[12]
- 1774 - założenie kolonii Steppen; osiedliło się tu 26 „małych” rodzin, ale z powodu bagnistego terenu osadnictwo załamało się[12]
- 1778 - ponowne zasiedlenie kolonii Steppen przez 18 rodzin, nazwę zmieniono na Klementenschleuse (Strzegowa[11])[13]
- 1801 - majątek czynszowy i kolonia (niem. Erbzins-Gut und Kolonie) Johanneshof należy do urzędu kamery w Gorzowie i liczy 51 mieszkańców oraz 7 domów; jest tu 6 kolonistów i 4 komorników (chłopów bezrolnych); kościół znajduje się w Chwałowicach[4]
- 1896 - wybudowano murowany neogotycki kościół, usytuowany wzdłuż głównej drogi
- 04.01.1929 - Friedrichsthal, Klementenschleuse i 4 gospodarstwa w Landsberger Holländer (Chwałowice) zostają połączone z kolonią Johanneshof, tworząc gminę wiejską[13]

## Nazwa
Johannishof 1773; Colonie Johanshof 1776; Johanneshof 1801, 1944; Jasiniec 1947.
Niemiecka nazwa pochodzi od imienia Johannes.

## Administracja
Miejscowość jest siedzibą sołectwa Jasiniec.

## Edukacja i nauka
Dzieci uczęszczają do szkoły podstawowej w Lubczynie, zaś młodzież do gimnazjum w Bogdańcu.

## Religia
Kościół filialny pw. Najświętszego Serca Pana Jezusa w rzymskokatolickiej  parafii Trójcy Świętej w Gorzowie Wielkopolskim.

## Gospodarka
W 2013 r. liczba zarejestrowanych podmiotów gospodarczych wyniosła 9 (osoby fizyczne prowadzące działalność gospodarczą):
| Dział                                      | Ilość |
| ------------------------------------------ | ----- |
| rolnictwo, leśnictwo, łowiectwo i rybactwo | 1     |
| przemysł i budownictwo                     | 2     |
| pozostała działalność                      | 6     |